# Associazione Calcio Reggiana 1963-1964
Questa voce raccoglie le informazioni riguardanti l'Associazione Calcio Reggiana nelle competizioni ufficiali della stagione 1963-1964.

## La stagione
La Reggiana viene inserita nel girone A della serie C. Torna a Reggio Luigi Del Grosso nel ruolo di direttore sportivo, mentre l'allenatore è Giancarlo Cadè. Arrivano il mediano Rino Bon dal Padova, dal quale ritorna anche Giampiero Grevi, poi il colpo di mercato è l'acquisto del centravanti Giorgio Mognon dal Rapallo, mentre dal Mantova viene prelevato il giovane Mario Tomy e dal Vittorio Veneto la mezzala Cirto Milanese.
Se ne vanno da Reggio Aldo Catalani e Tito Corsi, vecchie bandiere granata, oltre a Ricciotti Greatti che va al Cagliari dove farà molto bene, mentre il centravanti Renato Campanini finisce al Cosenza. La Reggiana domina il suo girone, solo tallonata dal forte Savona, che viene sconfitto di misura al Mirabello il 29 dicembre del 1963. Al termine del torneo sono 13 i punti di vantaggio, un divario enorme quello che separa la squadra in maglia granata, dalle altre squadre del girone A.
Dopo il pari interno a reti bianche con la Cremonese del 5 aprile 1964, la Reggiana ottiene con sei giornate di anticipo sul termine del campionato, la matematica certezza della promozione in Serie B. Le altre partite che restano sono inutili, così a Lodi contro il Fanfulla i granata rimediano la loro unica sconfitta del campionato (2-1) dopo 28 partite senza sconfitte. Carlo Facchin è il capocannoniere principe di questa strepitosa stagione con 18 gol, realizzeranno in doppia cifra anche Giorgio Mognon e Agostino De Nardi con 14 reti di bottino, mentre Renzo Fantazzi, Agostino De Nardi e Claudio Correnti sono le rivelazioni del torneo.

## Divise
| Prima divisa |

## Rosa
| N. |                   | Ruolo | Calciatore         |
| -- | ----------------- | ----- | ------------------ |
|    | Italia (bandiera) | A     | Alessio Badari     |
|    | Italia (bandiera) | D     | Giorgio Baricchi   |
|    | Italia (bandiera) | P     | Giancarlo Bertini  |
|    | Italia (bandiera) | D     | Orlando Bertini    |
|    | Italia (bandiera) | C     | Rino Bon           |
|    | Italia (bandiera) | C     | Fernando Calzolari |
|    | Italia (bandiera) | D     | Rino Ceccardi      |
|    | Italia (bandiera) | C     | Claudio Correnti   |
|    | Italia (bandiera) | A     | Agostino De Nardi  |
|    | Italia (bandiera) | A     | Carlo Facchin      |

| N. |                   | Ruolo | Calciatore           |
| -- | ----------------- | ----- | -------------------- |
|    | Italia (bandiera) | C     | Renzo Fantazzi       |
|    | Italia (bandiera) | A     | Gianfranco Gagliardi |
|    | Italia (bandiera) | P     | Ezio Galbiati        |
|    | Italia (bandiera) | C     | Giampiero Grevi      |
|    | Italia (bandiera) | C     | Alberto Latini       |
|    | Italia (bandiera) | C     | Cirto Milanese       |
|    | Italia (bandiera) | A     | Giorgio Mognon       |
|    | Italia (bandiera) | A     | Mario Tomy           |
|    | Italia (bandiera) | D     | Mario Villa          |

## Risultati

### Girone di andata
| Arbitro: | Canova (Milano) |

|                  |           |            |
| Valentinuzzi 26’ | Marcatori | 3’ Facchin |

| Arbitro: | Accomazzo (Vercelli) |

|                      |           |  |
| Tomy 20’ Facchin 54’ | Marcatori |  |

| Arbitro: | Negri (Monza) |

|             |           |             |
| Mentani 40’ | Marcatori | 66’ Facchin |

| Arbitro: | Fioretti (Roma) |

|         |           |  |
| Tomy 8’ | Marcatori |  |

| Arbitro: | Olivati (Genova) |

|  |           |         |
|  | Marcatori | 68’ Bon |

| Arbitro: | Marchiori (Padova) |

|                                     |           |  |
| Mognon 53’, 77’ De Nardi 84’ (rig.) | Marcatori |  |

| Arbitro: | De Angelis (Pescara) |

|                 |           |            |
| Picciafuoco 86’ | Marcatori | 6’ Facchin |

| Arbitro: | Bosello (Padova) |

|                                   |           |  |
| Facchin 9’, 23’, 63’ De Nardi 42’ | Marcatori |  |

| Arbitro: | Frullini (Firenze) |

|  |           |             |
|  | Marcatori | 33’ Facchin |

| Arbitro: | Piantoni (Terni) |

|            |           |  |
| Mognon 45’ | Marcatori |  |

| Cremona 1º dicembre 1963 11ª giornata | Cremonese              | 0 – 0 | Reggiana | Stadio Giovanni Zini\| Arbitro: \| Gandiolo (Alessandria) \| |
| Arbitro:                              | Gandiolo (Alessandria) |       |          |                                                              |

| Arbitro: | Pfiffner (Torino) |

|                                                              |           |            |
| De Nardi 9’, 29’ (rig.) Facchin 38’ Mognon 73’, 75’ Tomy 89’ | Marcatori | 36’ Ravani |

| Arbitro: | Camozzi (Porto d'Ascoli) |

|  |           |                 |
|  | Marcatori | 72’, 81’ Mognon |

| Arbitro: | Soravia (Ancona) |

|                         |           |  |
| Mognon 10’ De Nardi 50’ | Marcatori |  |

| Arbitro: | Vitullo (Roma) |

|                    |           |  |
| Marinai 11’ (aut.) | Marcatori |  |

| Saronno 5 gennaio 1964 16ª giornata | Saronno            | 0 – 0 | Reggiana | Stadio Colombo-Gianetti\| Arbitro: \| Capriccioli (Roma) \| |
| Arbitro:                            | Capriccioli (Roma) |       |          |                                                             |

| Arbitro: | Zanchi (Mestre) |

|                |           |                          |
| Pellegrini 90’ | Marcatori | 10’ Facchin 34’ Milanese |

### Girone di ritorno
| Arbitro: | Sanguineti (Chiavari) |

|                   |           |  |
| De Nardi 60’, 66’ | Marcatori |  |

| Arbitro: | Piantoni (Terni) |

|  |           |          |
|  | Marcatori | 25’ Tomy |

| Arbitro: | Magrini (Venezia) |

|                                          |           |  |
| De Nardi 25’, 88’ Facchin 29’ Mognon 72’ | Marcatori |  |

| Solbiate Arno 9 febbraio 1964 21ª giornata | Solbiatese    | 0 – 0 | Reggiana | Stadio Felice Chinetti\| Arbitro: \| Bigi (Padova) \| |
| Arbitro:                                   | Bigi (Padova) |       |          |                                                       |

| Arbitro: | Nobilia (Roma) |

|                                        |           |  |
| Facchin 11’, 57’ De Nardi 54’ Tomy 74’ | Marcatori |  |

| Arbitro: | Camozzi (Porto d'Ascoli) |

|  |           |                         |
|  | Marcatori | 37’ Latini 76’ Correnti |

| Arbitro: | Cantelli (Firenze) |

|                          |           |                   |
| De Nardi 34’ Facchin 70’ | Marcatori | 73’ (rig.) Lamera |

| Arbitro: | Gonella (Torino) |

|              |           |                         |
| Bonfanti 46’ | Marcatori | 14’ De Nardi 62’ Mognon |

| Arbitro: | Negri (Monza) |

|                                                         |           |  |
| Mognon 3’, 72’ De Nardi 55’ Tomy 83’ (rig.) Facchin 85’ | Marcatori |  |

| Arbitro: | Frullini (Firenze) |

|  |           |              |
|  | Marcatori | 81’ De Nardi |

| Reggio Emilia 5 aprile 1964 28ª giornata | Reggiana          | 0 – 0 | Cremonese | Stadio Mirabello\| Arbitro: \| D'Auria (Salerno) \| |
| Arbitro:                                 | D'Auria (Salerno) |       |           |                                                     |

| Arbitro: | Gandiolo (Alessandria) |

|                        |           |            |
| Carelli 38’ Brenna 79’ | Marcatori | 60’ Mognon |

| Arbitro: | Gussoni (Tradate) |

|                                          |           |  |
| Facchin 33’, 86’ Mognon 56’ Correnti 80’ | Marcatori |  |

| Arbitro: | Gastaldi (Pavia) |

|           |           |              |
| Betti 42’ | Marcatori | 62’ Correnti |

| Savona 10 maggio 1964 32ª giornata | Savona           | 0 – 0 | Reggiana | Stadio Valerio Bacigalupo\| Arbitro: \| Rimoldi (Milano) \| |
| Arbitro:                           | Rimoldi (Milano) |       |          |                                                             |

| Arbitro: | Minghetti (Roma) |

|             |           |            |
| Facchin 12’ | Marcatori | 36’ Radice |

| Arbitro: | Sanguineti (Chiavari) |

|                |           |                |
| Tomy 7’ (rig.) | Marcatori | 17’ Pellegrini |